# Museu Alzamora Group
El Museu Alzamora de les arts gràfiques, ubicat a l'empresa Alzamora Carton Packaging a Sant Joan les Fonts (Garrotxa), està dedicat a la impremta i la seva història: materials i màquines. Es va inaugurar oficialment el 25 de febrer de 2011, amb la presència de Ferran Mascarell i el Príncep de Girona. És la col·lecció privada relacionada amb la impremta més completa de l'estat espanyol. El museu no està obert al públic, però es pot visitar amb cita prèvia.

## Col·lecció
En aquest museu s'hi pot trobar una mostra de les màquines, eines i tècniques utilitzades tradicionalment en les arts gràfiques. Ofereix un recorregut didàctic per la història de la impremta des del segle xvii fins a final del segle xx, mitjançant la contemplació de les arts emprades en cada època, tècniques que s'han revolucionat amb l'aplicació de les noves tecnologies.
Compta amb una col·lecció cronològica de les màquines d'imprimir de diferents èpoques; la més antiga és una premsa de fusta del segle xvii, un model similar a la ideada per Johannes Gutenberg a mitjan segle xv. També es poden observar màquines modernes, avui en desús, com la màquina d'escriure elèctrica, les de fotocomposició, utilitzades fins fa ben pocs anys.